# Tobias Forge

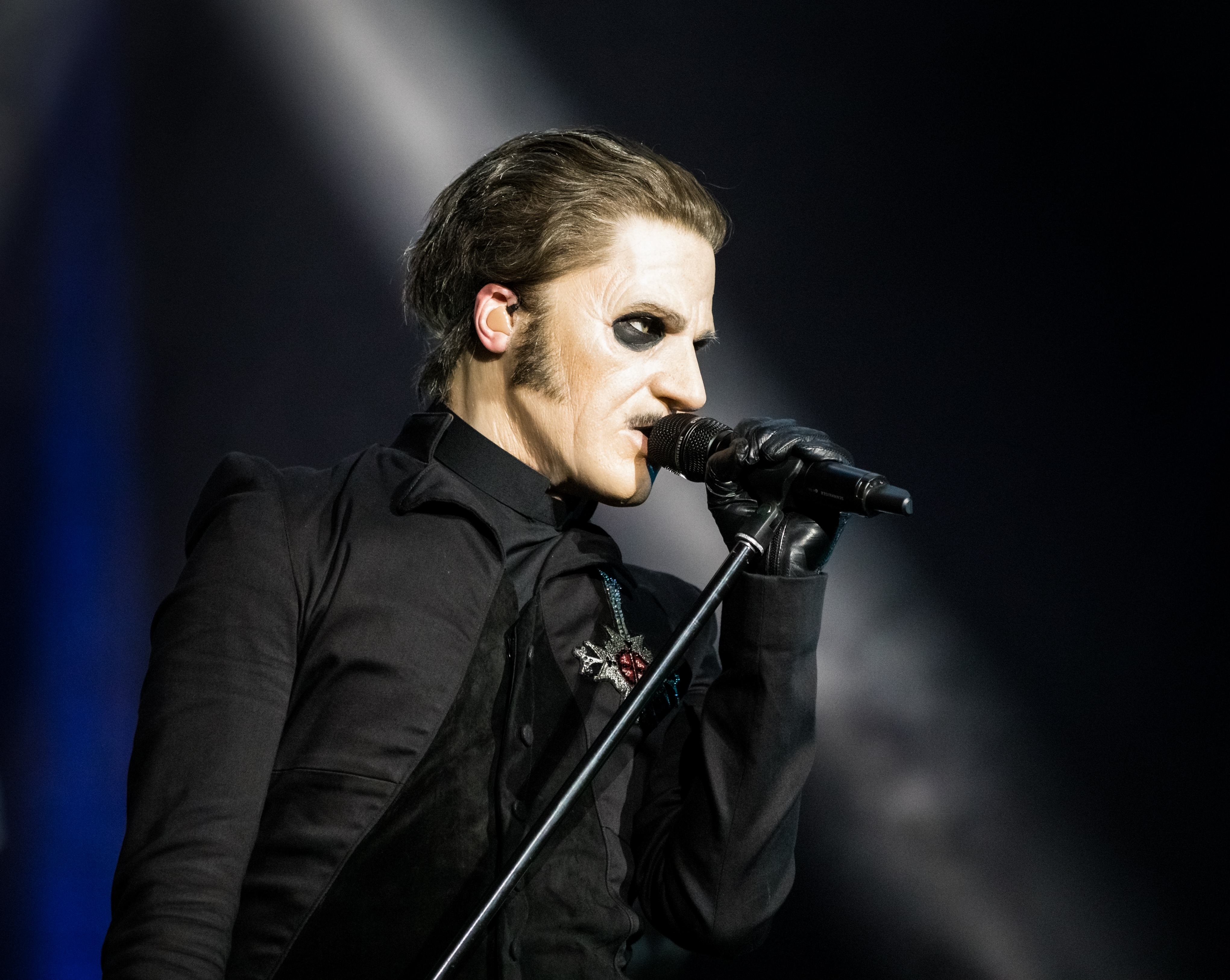
Forge als Cardinal Copia (2018)

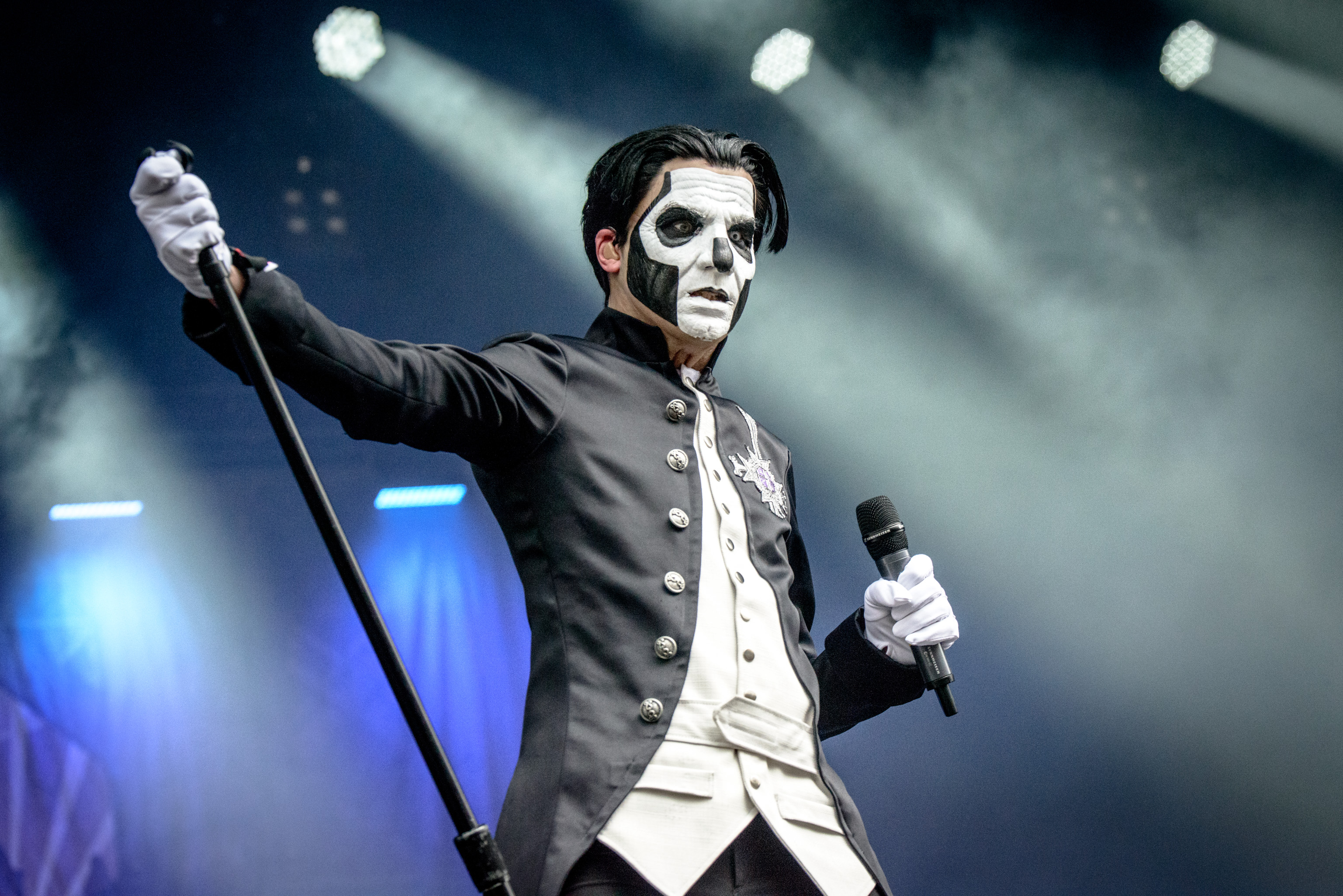
Forge als Papa Emeritus III (2016)

Tobias Jens Forge (* 3. März 1981 in Linköping) ist ein schwedischer Rockmusiker. Er verkörpert als Frontmann und Sänger der maskierten Heavy-Metal-Band Ghost die Figuren Papa Emeritus I, II, III, Cardinal Copia, IV sowie Papa V Perpetua und war unter dem Pseudonym Mary Goore Sänger und Gitarrist der Death-Metal-Band Repugnant. Daneben war er in mehreren anderen Gruppen aktiv, die unterschiedliche Genres bedienen.

## Leben
Tobias Forge wuchs in Linköping bei seiner Mutter und seinem 13 Jahre älteren Halbbruder auf, während sein Vater mit neuer Familie in der Nähe von Norrköping lebte. Das wenige Geld, das der Familie zur Verfügung stand, wurde in Kulturgüter in Form von Tonträgern, Büchern, Theater- und Opernbesuchen investiert. Auf diese Weise kam Forge früh mit Musik in Berührung und entwickelte eine Vorliebe für Bands wie Metallica, Iron Maiden, KISS und Mötley Crüe. Bereits in jungen Jahren war es ihm erlaubt, sämtliche Radiosendungen sowie Erwachsenenfilme wie Fritz the Cat oder The Great Rock ’n’ Roll Swindle zu konsumieren. Während er unter der vaterlosen Kindheit litt, fand er ein Vorbild in seinem Bruder Sebastian, der ihn trotz des großen Altersunterschieds auf viele Partys und eine Reise nach England mitnahm.
Nach der neunten Klasse zog er mit seiner Mutter nach Stockholm und machte im Alter von 19 Jahren seinen Schulabschluss. 2006 kehrte er nach mehreren Jahren in verschiedenen Bands nach Linköping zurück, wo er seine spätere Frau Boel kennenlernte. Im Dezember 2008 brachte Boel Zwillinge zur Welt. Um seine Familie versorgen zu können, arbeitete Forge zwischenzeitlich als Telefonist im Support eines Mobilfunkunternehmens. Kurz vor dem kommerziellen Durchbruch von Ghost erlag Bruder Sebastian 2010 einem angeborenen Herzfehler. Forge lebt mittlerweile mit seiner Familie in Stockholm.

## Karriere

### Musikalische Anfänge
Während seiner Zeit in Stockholm begann Forge Mitte der 1990er Jahre als Gitarrist in der Black-Metal-Band Superior. 1996 erschien die Underground-Demo Metamorphis, auf der sein Name als „Leviathan Forge“ aufscheint.
Danach spielte er mit „Schwedens geheimster Band“ Onkel Kånkel, die für ihren obszönen Punkrock (Könsrock) bekannt war und sich als Soloprojekt von Håkan Florå (1962–2009) herausstellte. Forge zeigte sich besonders davon beeindruckt, wie Florå es schaffte, seine Anonymität zu wahren, und nahm sich dieses Kunststück als Vorbild für seine erfolgreichste Band Ghost. Seinen Lebensunterhalt bestritt er in dieser Phase mit Gelegenheitsjobs, war die meiste Zeit jedoch arbeitslos.
Bereits 1998 gründete er die Death-Metal-Band Repugnant, in der er unter dem Pseudonym Mary Goore als Sänger und Leadgitarrist agierte. Nach zwei Demoaufnahmen und einer EP veröffentlichte die Band 2002 ihr Debütalbum Dunkel Besatthet als Split mit der niederländischen Band Pentacle. Nach der Auflösung im Jahr 2004 war die Gruppe 2010 in neuer Besetzung noch einmal kurz aktiv. Außerdem spielte er auf den ersten drei Demos der Glam-Metal-Band Crashdïet (2000–2001).
Trotz seiner Verwurzelung in der Metalszene war Forge auch in den Genres Alternative Rock und Power Pop aktiv. 2002 gründete er die Band Subvision, mit der er als Sänger und Gitarrist drei Tonträger aufnahm. Das Debütalbum So Far So Noir erschien 2006 nach zwei EP beim schwedischen Label Kooljunk. Bis 2010 spielte er als Gitarrist und Bassist in der Gruppe Magna Carta Cartel, ehe er sich auf sein nächstes Bandprojekt Ghost fokussierte.

### Ghost
Anfang des Jahres 2010 nahm Forge mit einem Freund in einem Stockholmer Studio ein Demoalbum auf, das er auf MySpace veröffentlichte und der neuen Band prompt einen Plattenvertrag einbrachte. Weil er trotz zahlreicher Anfragen keinen Sänger finden konnte, rückte er von seinem ursprünglichen Plan, nur Gitarre zu spielen, ab und nahm die Gesangsparts selbst auf. Ghost sollte theatralisch und wie Onkel Kånkel anonym sein.

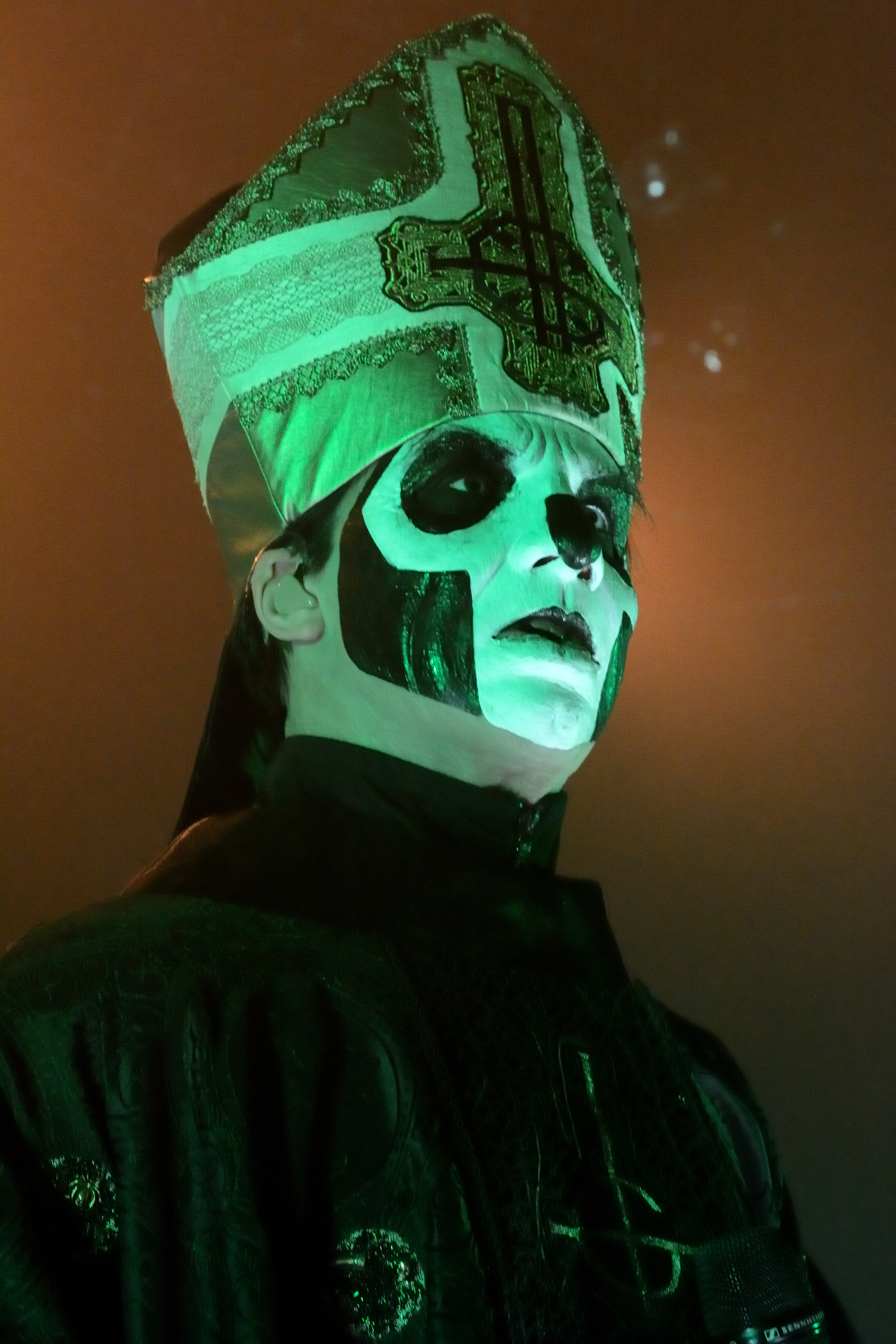
Papa Emeritus III mit Mitra live in Straßburg (2016)

Die Band, die Heavy Metal und Doom Metal mit Progressive Rock und satanistischen Texten verknüpft, tritt maskiert auf. Sänger Tobias Forge verkörperte dabei jahrelang den Charakter „Papa Emeritus“, während die übrigen Bandmitglieder als „Nameless Ghouls“ bezeichnet werden. Papa Emeritus trat, angelehnt an King Diamond, mit schwarzweißer Gesichtsmaske in Erscheinung, die an einen Totenschädel erinnern sollte. Auf dem Kopf trug er eine Mitra und auch seine restlichen Gewänder waren jenen eines kirchlichen Würdenträgers nachempfunden. Papa Emeritus trat in verschiedenen Inkarnationen (I bis III) mit jeweils leicht verändertem Aussehen auf, wodurch der Eindruck entstand, der Sänger würde regelmäßig ausgetauscht. Am 30. September 2017 wurde Papa Emeritus III bei einem Konzert in Göteborg von zwei Anzugträgern von der Bühne entfernt und ein Nachfolger verkündete als Papa Emeritus Zero den Beginn einer neuen Ära.
Vor dem Erscheinen des vierten Studioalbums der Band schlüpfte Forge im April 2018 erstmals live in die Rolle des „Cardinal Copia“.

#### Schadensersatzklage
Obwohl Tobias Forges Identität als Ghost-Sänger und Gesicht hinter Papa Emeritus bereits länger vermutet wurde, so führt ihn zum Beispiel die Svenska Tonsättares Internationella Musikbyrå (eine schwedische Verwertungsgesellschaft) bereits für das erste Ghost-Album als Songwriter, wurde sie erst im Lauf des Jahres 2017 offiziell bekannt. Vier ehemalige Bandmitglieder reichten im April beim Bezirksgericht Linköping eine Klage gegen ihn ein, in der sie forderten, nachträglich zu gleichen Teilen an Albumverkäufen und Konzerteinnahmen beteiligt zu werden.
Forge reagierte mit der Enthüllung seiner Persönlichkeit und gab sich als alleiniges permanentes Bandmitglied sowie Songwriter und maßgeblicher Studioinstrumentalist zu erkennen. Er erklärte außerdem, Ghost sei nie als Band gegründet worden und eher als Soloprojekt mit wechselnden Studiomusikern im Stil von Bathory zu verstehen.
Im Nachhinein beschrieb Forge die Idee der Anonymität als naiv:

“The original idea of being anonymous was a great, naïve idea on paper in 2008, not knowing to what degree we’d be touring or to what extent this was going to be a professional operation. That regimen is very hard to live by. What I hadn’t foreseen was the fans and their willingness to embrace that and play along. I guess that’s the whole thing with showbiz and magic tricks: It’s like you have a silent agreement with your audience.”

„Die ursprüngliche Idee, anonym zu sein, war 2008 eine großartige, naive Idee auf dem Papier, ohne zu wissen, wie viel wir touren oder inwieweit das Ganze eine professionelle Aufgabe sein würde. So zu leben, ist sehr hart. Was ich nicht vorhergesehen hatte, waren die Fans und deren Bereitschaft, sich darauf einzulassen und mitzuspielen. Ich schätze, das ist das ganze Ding mit dem Showgeschäft und Zaubertricks: Es ist, als hättest du eine stille Übereinkunft mit deinem Publikum.“

## Ansichten
Tobias Forge entwickelte während seiner Pubertät eine Faszination für das Okkulte und bezeichnete den Teufel als „Fingerzeig“, der ihm half, mit seiner jugendlichen Wut umzugehen. Wenngleich er zugab, heute gern an Vieles glauben zu wollen, übte er Religionskritik. Er behauptete, dass geschriebene Texte, auch wenn sie auf wahren Begebenheiten beruhen, nichts anderes als „Fantasy“ sein könnten. Ohne eine religiöse Schrift explizit zu benennen, meinte er, diese hätten nicht nur die Vermittlung kleiner Weisheiten, sondern auch Unterhaltung und letztlich das Geldverdienen zum Ziel, und nannte das fiktive Star-Wars-Universum als Vergleich. Er kritisierte außerdem das „lineare Religionsdenken“ mit der zentralen Frage, wohin der Mensch nach dem Tod gehe, ohne sich darüber Gedanken zu machen, wo er während des Lebens sei. Dem modernen Ablasshandel steht er ebenfalls ablehnend gegenüber.
Forge verfügt über eine große Plattensammlung verschiedenster Bands und Künstler. Insbesondere interessiert er sich für frühe und seltene Pressungen. Angesprochen auf den Erfolg schwedischer Pop- und Rockmusik, lobte er den schwedischen Wohlfahrtsstaat, ohne den die positive Entwicklung nicht möglich wäre.

## Diskografie
Ghost
Repugnant
Superior
- 1996: Metamorphis (Demo)

Crashdïet
- 2000: Demo 1 (Demo)
- 2000: Demo 2 (Demo)
- 2001: Demo 3 (Demo)

Subvision
- 2003: Pearls for Pigsnawps (EP)
- 2004: The Killing Floor E.P. (EP)
- 2006: So Far So Noir

Magna Carta Cartel
- 2008: Valiant Visions Dawn (EP)
- 2009: Good Morning Restrained